# 我愛太空人
《我愛太空人》（英語：The Other 1/2 & the Other 1/2）是1988年上映的一部香港電影，由羅卓瑤執導，恬妞、甘國亮、繆騫人及曾志偉主演。電影透過兩對夫妻的錯愛來刻劃探討香港九七前途及移民潮等時代問題，是香港電影新浪潮的代表作之一。本片在第8屆香港電影金像獎獲四項提名。

## 劇情
Sam（甘國亮 飾）和妻子（繆騫人 飾）移民加拿大後苦無發展，于是獨自回港，但被好友所累，只好暫住在朋友June（恬妞 飾）家中，June的丈夫（曾志偉 飾）也是為了居留權而丟下妻子遠赴加拿大。兩個「太空人」同病相憐，愛意漸生，終於一發不可收拾......

## 角色
| 演員     | 角色      | 備註 |
| 恬妞     | June      |      |
| 甘國亮   | Sam       |      |
| 繆騫人   | Sam 妻    |      |
| 曾志偉   | June 丈夫 |      |
| 羅卡     |           |      |
| 馮禮慈   |           |      |
| 傅月美   |           |      |
| 歐兆熙   |           |      |
| 李少玲   |           |      |
| 劉宗基   |           |      |
| 馬國恒   |           |      |
| 周志輝   |           |      |
| 大久保勳 |           |      |
| 戶張東夫 |           |      |

## 電影歌曲

### 主題曲
| 歌名           | 演唱者 | 作曲     | 填詞   |
| 〈可否多一吻〉 | 張國榮 | 泰迪羅賓 | 潘源良 |

## 獎項
| 年份 | 頒獎典禮            | 獎項       | 名字   | 結果 |
| ---- | ------------------- | ---------- | ------ | ---- |
| 1989 | 第8屆香港電影金像獎 | 最佳編劇   | 方令正 | 提名 |
| 1989 | 第8屆香港電影金像獎 | 最佳女主角 | 恬妞   | 提名 |
| 1989 | 第8屆香港電影金像獎 | 最佳男配角 | 曾志偉 | 提名 |
| 1989 | 第8屆香港電影金像獎 | 最佳女配角 | 繆騫人 | 提名 |

## 外部連結
- 香港影庫上《我愛太空人》的資料（繁體中文）
- 时光网上《我愛太空人》的資料（简体中文）
- 豆瓣电影上《我愛太空人》的資料 （简体中文）
- 互联网电影数据库（IMDb）上《我愛太空人》的资料（英文）